# Bistum Nanyang
Das Bistum Nanyang (lat.: Dioecesis Naniamensis) ist eine in der Volksrepublik China gelegene römisch-katholische Diözese mit Sitz in Nanyang.

## Geschichte
Papst Pius IX. gründete das Apostolische Vikariat Südhonan am 28. August 1882 aus Teilung des Apostolischen Vikariats Honan in Nordhonan und Südhonan. Am 21. September 1916 gab das Apostolische Vikariat Südhonan Teile seines Territoriums zur Gründung des Apostolischen Vikariates Osthonan ab. Das Apostolische Vikariat Südhonan wurde am 3. Dezember 1924 in Apostolisches Vikariat Nanyang umbenannt. Am 2. März 1933 gab das Apostolische Vikariat Nanyang Teile seines Territoriums zur Gründung der Apostolischen Präfektur Zhumadian ab.
Das Apostolische Vikariat Nanyang wurde am 11. April 1946 durch Papst Pius XII. mit der Apostolischen Konstitution Quotidie Nos zum Bistum erhoben und dem Erzbistum Kaifeng als Suffraganbistum unterstellt.

## Ordinarien

### Apostolische Vikare von Süd-Henan
- Stefano Scarella PIME, 1882–1884, dann Apostolischer Vikar von Nord-Henan
- Simeone Volonteri PIME, 1882–1904
- Angelo Cattaneo PIME, 1905–1910
- Noè Giuseppe Tacconi PIME, 1911–1916, dann Apostolischer Vikar von Ost-Henan
- Flaminio Belotti PIME, 1917–1924

### Apostolische Vikare von Nanyang
- Flaminio Belotti PIME, 1924–1938
- Pietro Massa PIME, 1938–1946

### Bischöfe von Nanyang
- Pietro Massa PIME, 1946–1978
- Sedisvakanz, 1978 – 2007
- Peter Jin Lugang, seit 2007 Koadjutor
- Joseph Zhu Baoyu, seit dem 31. Januar 2019